# Ross McCormack
Ross McCormack (* 18. August 1986 in Glasgow) ist ein schottischer Fußballspieler.

## Spielerkarriere

### Glasgow Rangers (2003 bis 2006)
McCormack debütierte am 1. Mai 2004 mit 17 Jahren in der Rückrunde der Scottish Premier League 2003/04 gegen den FC Motherwell für die Glasgow Rangers. In der Saison 2004/05 sicherten sich die Rangers den Titel in der Scottish Premier League, McCormack kam jedoch nur in einem Ligaspiel zum Einsatz. In der UEFA Champions League 2005/06 bestritt er gegen den FC Porto sein erstes Europapokalspiel und erzielte nach sieben Minuten nach seiner Einwechslung den Treffer zum 1:1.
Vom 17. Januar bis zum 7. Mai 2006 spielte er auf Leihbasis für den englischen Drittligisten Doncaster Rovers und erzielte in 19 Ligaspielen fünf Tore.

### FC Motherwell (2006 bis 2008)
Am 11. Juli 2006 wechselte McCormack zum schottischen Ligakonkurrenten FC Motherwell und unterzeichnete einen Zweijahresvertrag. Verletzungsbedingt absolvierte er in der Saison 2006/07 nur zwölf Ligaspiele und erzielte zwei Treffer. In der folgenden Saison lief es sowohl für ihn als auch für den Verein deutlich besser und er beendete nach 36 Spielen und 8 Toren die Spielzeit mit Motherwell auf dem dritten Tabellenrang.

### Cardiff City (2008 bis 2010)
Nach diesem Erfolg in Schottland unterschrieb er am 28. Juni 2008 einen Vertrag beim walisischen Verein Cardiff City. Er erzielte in seiner ersten Saison in der zweitklassigen englischen Football League Championship 2008/09 21 Ligatreffer und wurde damit Zweiter der Torschützenliste hinter Sylvan Ebanks-Blake von den Wolverhampton Wanderers. Cardiff verpasste als Siebter um einen Platz die Play-off-Ränge und verfehlte damit den Aufstieg. In der nächsten Saison erzielte er vier Tore in 34 Ligaspielen. Cardiff erreichte nach einem vierten Platz die erste Play-off-Runde und zog nach einem Erfolg über Leicester City in das Finale ein. Diese Partie verlor die Mannschaft jedoch mit 2:3 gegen den FC Blackpool und verpasste damit den Aufstieg in die Premier League.

### Leeds United (2010 bis 2014)
Nachdem er zu Beginn der Saison seinen Stammplatz im Angriff von Cardiff verloren hatte, wechselte er am 27. August 2010 zum Zweitliga-Aufsteiger Leeds United und unterzeichnete einen Dreijahresvertrag. Erneut durch Verletzungen beeinträchtigt bestritt er lediglich 21 Spiele in der Football League Championship 2010/11 und erzielte zwei Tore. Leeds beendete die Spielzeit auf dem siebten Platz und verpasste damit den Play-off-Einzug.

### FC Fulham (2014 bis 2016)
Für die Saison 2014/15 unterschrieb McCormack einen Vertrag beim englischen Zweitligisten FC Fulham. In 89 Ligaspielen erzielte er 38 Tore.

### Aston Villa (seit 2016)
Im August 2016 wurde er für vier Jahre von Aston Villa verpflichtet. Anfang Februar 2017 verlieh ihn sein Verein für den Rest der EFL Championship 2016/17 an den Ligakonkurrenten Nottingham Forest.

### Schottische Nationalmannschaft (seit 2008)
Nach elf Spielen in der schottischen U-21 debütierte McCormack am 30. Mai 2008 bei einer 1:3-Niederlage in Tschechien für Schottland. Sein erster Treffer gelang ihm am 1. April 2009 beim 2:1-Heimsieg über Island.